# The Fires of Conscience (film 1916)
The Fires of Conscience è un film muto del 1916 diretto da Oscar Apfel.

## Trama
George Baxter trova la moglie con Paul Sneed, uccide Paul e poi fugge, rifugiandosi in una piccola città del West. Quando gli giunge la notizia della morte della moglie, si innamora di Margery Burke, una donna che lo convince a costituirsi e a sottoporsi a un processo per il suo omicidio. La situazione, però, sembra farsi disperata per George quando lui scopre che a presiedere il processo sarà il giudice Sneed, padre di Paul, la sua vittima. Sneed non solo sarà il giudice, ma anche testimone del delitto. Dichiara infatti che ha assistito all'omicidio ma dichiara George innocente in quanto ha solo seguito la "legge non scritta". Dopo il suo rilascio, George torna da Margery, la sposa e diventa sceriffo.

## Produzione
Il film fu prodotto dalla Fox Film Corporation.

## Distribuzione
Distribuito dalla Fox Film Corporation, il film uscì nelle sale cinematografiche statunitensi il 25 settembre 1916.